# Kózó Tašima
Kózó Tašima (* 21. listopad 1957) je bývalý japonský fotbalista.

## Klubová kariéra
Hrával za Furukawa Electric.

## Reprezentační kariéra
Kózó Tašima odehrál za japonský národní tým v letech 1979-1980 celkem 7 reprezentačních utkání.

## Statistiky
| Japonsko | Japonsko | Japonsko |
| Roky     | Záp.     | Góly     |
| -------- | -------- | -------- |
| 1979     | 4        | 0        |
| 1980     | 3        | 1        |
| Celkem   | 7        | 1        |